# Susan Minot
Susan Minot (Manchester-by-the-Sea, 7 dicembre 1956) è una scrittrice e sceneggiatrice statunitense.

## Biografia
Susan Minot si laurea nel 1983 alla Columbia University School of the Arts. Nel 1986 pubblica il suo primo romanzo Scimmie, grazie al quale vince un Prix Femina nel 1988.
Nel 1996 cura la sceneggiatura del film Io ballo da sola, da una storia di Bernardo Bertolucci. Nel 2007 è co-sceneggiatrice assieme a Michael Cunningham di Un amore senza tempo (Evening) di Lajos Koltai.

## Opere
- Scimmie (Monkeys, 1986)
- Lust and Other Stories (1989)
- Incantamento (Folly, 1992)
- Evening (1992)
- Rapimento (Rapture, 2002)

## Filmografia
- Io ballo da sola, regia di Bernardo Bertolucci (1996)
- Un amore senza tempo (Evening), regia di Lajos Koltai (2007)